# Mariam Stepanyan
 (mars 2020).
Mariam Stepanyan, né le 22 janvier 1989 à Erevan, est une footballeuse internationale ainsi qu'une arbitre de football arménienne, devenue entraîneur.

## Biographie
Elle participe avec l'équipe d'Arménie aux éliminatoires du championnat d'Europe 2013. Elle dispute à cet effet onze matchs de qualifications entre 2011 et 2012.